# 2023 en tennis
| Années du tennis : 2020 - 2021 - 2022 - 2023 - 2024 - 2025 - 2026    |
| Décennies du tennis : 1990 - 2000 - 2010 - 2020 - 2030 - 2040 - 2050 |

Cet article résume les faits marquants de l'année 2023 dans le monde du tennis.

## Résultats

### Tournois du Grand Chelem et Masters
- Open d'Australie (du 16 janvier au 29 janvier 2023)
- Tournoi de Roland-Garros (du 28 mai au 11 juin 2023)
- Tournoi de Wimbledon (du 3 juillet au 16 juillet 2023)
- US Open (du 28 août au 10 septembre 2023)
- Masters de tennis féminin (du 29 octobre au 5 novembre 2023)
- ATP Finals (du 12 novembre au 19 novembre 2023)

| Tournoi GC       | Simple messieurs | Simple dames        | Double messieurs            | Double dames                          | Double mixte                   |
| ---------------- | ---------------- | ------------------- | --------------------------- | ------------------------------------- | ------------------------------ |
| Open d'Australie | Novak Djokovic   | Aryna Sabalenka     | Rinky Hijikata Jason Kubler | Barbora Krejčíková Kateřina Siniaková | Luisa Stefani Rafael Matos     |
| Roland-Garros    | Novak Djokovic   | Iga Świątek         | Ivan Dodig Austin Krajicek  | Hsieh Su-wei Wang Xinyu               | Miyu Kato Tim Pütz             |
| Wimbledon        | Carlos Alcaraz   | Markéta Vondroušová | Wesley Koolhof Neal Skupski | Hsieh Su-wei Barbora Strýcová         | Lyudmyla Kichenok Mate Pavić   |
| US Open          | Novak Djokovic   | Coco Gauff          | Rajeev Ram Joe Salisbury    | Gabriela Dabrowski Erin Routliffe     | Anna Danilina Harri Heliövaara |
| Masters          | Novak Djokovic   | Iga Świątek         | Rajeev Ram Joe Salisbury    | Laura Siegemund Vera Zvonareva        | -                              |

### Épreuves par équipes
- United Cup (du 29 décembre 2022 au 8 janvier 2023), remportée par les États-Unis
- Coupe Davis (du 3 février au 26 novembre 2023), remportée par l'Italie
- Coupe Billie Jean King (du 10 avril au 12 novembre), remportée par le Canada
- Hopman Cup (du 19 au 23 juillet), remportée par la Croatie

### Autres tournois
- Au deuxième échelon, l'ATP Challenger Tour 2023 et le Circuit féminin de l'ITF 2023
- Au troisième échelon, les tournois Future organisés par l'ITF

## Faits marquants

### Janvier
- 8 janvier : Aryna Sabalenka remporte à Adélaïde son 11e titre WTA, le 4e en catégorie WTA 500, en dominant en finale Linda Nosková. Chez les hommes, en remportant le tournoi ATP 250 d'Adélaïde face à Sebastian Korda, Novak Djokovic remporte son 92e tournoi et égale le nombre de sacres de Rafael Nadal.
- 15 janvier : lors du 2e tournoi WTA 500 organisé à Adélaïde, c'est la Suissesse Belinda Bencic qui s'impose en finale face à Daria Kasatkina.
- 25 janvier : en se qualifiant pour la dixième fois de sa carrière en demi-finale de l'Open d'Australie, Novak Djokovic devient le premier joueur de l'ère Open à s'être hissé au moins dix fois dans le dernier carré de chaque levée du Grand Chelem.
- 28 janvier : Aryna Sabalenka[1] remporte l'Open d'Australie en battant en finale Elena Rybakina. Elle remporte son premier tournoi du Grand Chelem.
- 29 janvier : Novak Djokovic[2] s'impose à l'Open d'Australie en battant en finale Stéfanos Tsitsipás. Il remporte son 93e titre ATP et son 22e tournoi du Grand Chelem, égalant le record de Rafael Nadal. À l'issue du tournoi, il remonte à la première place du classement ATP.

### Février
- 12 février : Belinda Bencic remporte le tournoi WTA 500 de Abou Dabi, son 2e tournoi WTA 500 d'affilée de la saison, après Adélaïde.
- 18 février : Iga Świątek remporte le tournoi WTA 500 de Doha.
- 19 février : Daniil Medvedev remporte le tournoi ATP 500 de Rotterdam, son 16e titre ATP.
- 25 février : Barbora Krejčíková remporte son 1er titre en catégorie WTA 1000 lors du tournoi de Dubaï.
- 26 février : à Rio de Janeiro, Cameron Norrie remporte le tournoi ATP 500 en battant en finale Carlos Alcaraz.

### Mars
- 19 mars : Elena Rybakina remporte à Indian Wells son 4e titre WTA, le 1er en catégorie WTA 1000, en dominant en finale la Bélarusse Aryna Sabalenka. Elle prend ainsi sa revanche de la finale de l'Open d'Australie. Chez les hommes, Carlos Alcaraz remporte le tournoi en battant en finale Daniil Medvedev. Il s'agit du 8e titre ATP de sa carrière en simple, le 3e dans la catégorie Masters 1000. Il met fin à la série de 19 victoires consécutives de son adversaire qui avait démarré à Rotterdam trois semaines plus tôt. Grâce à cette victoire, il reprend la première place du classement ATP à Novak Djokovic, absent car privé de visa d'entrée aux États-Unis pour cause de non-vaccination contre la Covid-19.

### Avril
- 1er avril : Petra Kvitová remporte à Miami son 30e titre WTA, le 9e en catégorie WTA 1000, en dominant en finale Elena Rybakina, l'empêchant du même coup de réaliser le Sunshine Double (Indian Wells et Miami la même année). Chez les hommes, Daniil Medvedev remporte le tournoi en battant en finale Jannik Sinner. Il s'agit du 19e titre ATP de sa carrière en simple, son 5e titre dans la catégorie Masters 1000. Il remporte également son 4e titre de la saison après Rotterdam, Doha et Dubaï.
- 9 avril : à Charleston, Ons Jabeur remporte son 4e titre WTA, le 2e en catégorie WTA 500, en dominant en finale Belinda Bencic dans un remake de la finale de 2022 qui avait vu la victoire de cette dernière.
- 16 avril : Andrey Rublev remporte le titre à Monte-Carlo en battant en finale Holger Rune. Il s'agit de son premier titre dans la catégorie Masters 1000.
- 23 avril : Carlos Alcaraz conserve son titre à Barcelone en battant en finale Stéfanos Tsitsipás, son 3e de la saison après Buenos Aires et Indian Wells. La no 1 mondiale Iga Świątek remporte pour la deuxième année consécutive le tournoi de Stuttgart, seul tournoi indoor sur terre battue de la saison, en s'imposant comme en 2022 face à Aryna Sabalenka. La Polonaise remporte son 13e titre en carrière (en 16 finales jouées).

### Mai
- 6 mai : Aryna Sabalenka s'impose pour la 2e fois de sa carrière en finale de Madrid[3] en battant la n°1 mondiale Iga Świątek. C'est la première victoire de la championne d'Australie face à la Polonaise sur terre battue après trois échecs. Elle remporte ainsi son 3e titre en 2023 et son 2e sur terre battue. Chez les hommes, Jan-Lennard Struff et Aslan Karatsev, qui s'étaient affrontés au dernier tour des qualifications (affrontement perdu par l'Allemand), se retrouvent à nouveau en demi-finale. Tous les deux novices à ce stade dans un tournoi de cette catégorie, l'Allemand prend sa revanche en trois sets et devient le premier lucky loser de l'histoire[4] de l'ère Open à se qualifier pour une finale de Masters 1000.
- 7 mai : Carlos Alcaraz conserve son titre à Madrid[5] en battant en finale le lucky loser Jan-Lennard Struff. Il s'agit du 10e titre ATP de sa carrière en simple, le 4e de la saison, le 4e en Masters 1000. Carlos Alcaraz devient à cette occasion le premier joueur de l'histoire à réaliser deux années d'affilée le doublé espagnol Barcelone-Madrid depuis que ce dernier se dispute sur terre en 2009 (Rafael Nadal a aussi réalisé deux fois ce doublé mais en 2013 et 2017).
- 21 mai : Elena Rybakina remporte son 5e titre WTA à Rome[6] en battant Anhelina Kalinina sur abandon. Il s'agit de son 2e titre en catégorie WTA 1000. Pour l'anecdote, sur ses 6 matchs disputés, elle en remporte 3 sur abandon. Chez les hommes, Daniil Medvedev remporte le tournoi en battant en finale Holger Rune. Il s'agit du 20e titre ATP de sa carrière, le 6e en Masters 1000, le 5e de la saison 2023 et de son premier sacre sur terre battue[7].
- 30 mai : surprise à Roland-Garros où le numéro 2 mondial Daniil Medvedev est éliminé dès le premier tour, en cinq sets, par le 172e mondial Thiago Seyboth Wild, issu des qualifications. C'est la première fois depuis 2000 et la défaite de Pete Sampras face à l'Australien Mark Philippoussis que l'une des deux premières têtes de série est éliminée dès le premier tour du tournoi.
- 31 mai : 21 matches sont disputés en cinq sets au premier tour de Roland-Garros, un record dans l'ère Open[8].

### Juin
- 10 juin : Iga Świątek conserve son titre à Roland-Garros[9] en battant en finale Karolína Muchová. Elle soulève ainsi le 14e titre de sa carrière en simple, le 4e en Grand Chelem, le 3e sur l'ocre de la Porte d'Auteuil. Elle devient également la 10e joueuse de l'histoire des Internationaux de France à s'imposer au moins trois fois à Paris et la 7e dans l'ère Open.
- 11 juin : Novak Djokovic s'adjuge le titre à Roland-Garros[10] en battant en finale Casper Ruud. Il s'agit du 94e titre de sa carrière en simple, le 23e en Grand Chelem et le 3e à Roland-Garros. Le Serbe devient ainsi le premier joueur à avoir remporté 23 titres du Grand Chelem en simple messieurs en passant pour la première fois devant Rafael Nadal (22) et Roger Federer (20). Il est également le premier à détenir au moins trois sacres dans chaque levée du Grand Chelem. Cette victoire lui permet de retrouver la place de numéro 1 mondial à l'issue du tournoi.
- 20 juin : Petra Kvitová remporte le tournoi WTA 500 de Berlin en battant en finale Donna Vekić; c'est son 31e titre WTA et son 6e titre sur gazon.
- 25 juin : aux tournois ATP 500 de Halle et du Queens, ce sont respectivement Alexander Bublik et Carlos Alcaraz qui l'emportent face à Andrey Rublev et Alex de Minaur. L'Espagnol redevient no 1 mondial à la place de Novak Djokovic.

### Juillet
- 3 juillet : début du tournoi de Wimbledon; mais en raison d'intempéries lors des deux premières journées du tournoi, de nombreux matchs ont été décalés. Alors que certaines joueuses se sont qualifiées au 3e tour lors de la troisième journée, d'autres n'avaient toujours pas disputé leur 1er tour le jeudi de la première semaine[11].
- 4 juillet : en disputant pour la 24e fois de sa carrière Wimbledon, l'Américaine de 43 ans Venus Williams, quintuple vainqueure en simple dames, établit le record de participation au Majeur londonien, hommes et femmes confondus[12].
- 10 juillet : au troisième tour, le match entre Lesia Tsurenko et Ana Bogdan se conclut par un jeu décisif de 38 points (20-18) ce qui constitue le record du plus long jeu décisif de l'histoire du tennis féminin[13]. Il se retrouve à égalité avec le record masculin établi à l'Open d'Australie 2007, entre Jo-Wilfried Tsonga et Andy Roddick.
- 11 juillet : Elina Svitolina, qui est de retour sur le circuit après la naissance de sa fille en octobre 2022, se qualifie pour les demi-finales[14] en battant en quart la numéro 1 mondiale Iga Świątek. Classée 1344e le 10 avril, elle redevient à l'issue du tournoi la meilleure ukrainienne du circuit et fait son retour dans le top 30 des meilleures joueuses mondiales. En se qualifiant pour sa 46e demi-finale en Grand Chelem, Novak Djokovic[15] égale le record de Roger Federer du nombre de demi-finales disputées en Majeur. Le record absolu hommes et dames confondus reste celui établi par Chris Evert (52). Il bat ensuite le record du nombre de qualification en finale d'un Grand Chelem (35) hommes et femmes confondus, passant devant Chris Evert d'une unité.
- 15 juillet : Markéta Vondroušová[16] écarte en finale Ons Jabeur. Elle décroche alors le 2e titre de sa carrière en simple, le premier en Grand Chelem. Elle devient la première joueuse non tête de série de l'ère Open à remporter le Majeur londonien.
- 16 juillet : Carlos Alcaraz renverse en finale le quadruple tenant du titre Novak Djokovic après un match en cinq sets de plus de 4h40[17]. Il s'adjuge le 2e titre de sa carrière en Grand Chelem, le 12e en simple et le 6e de la saison. Il devient le premier joueur en vingt ans à remporter le tournoi de Wimbledon en dehors du Big Four (Roger Federer, Rafael Nadal, Novak Djokovic et Andy Murray), le dernier étant Lleyton Hewitt en 2002. À 20 ans et 2 mois, il devient ainsi le quatrième plus jeune joueur à s'imposer à Wimbledon et le cinquième joueur à avoir gagné au moins deux Majeurs avant de fêter ses 21 ans après Mats Wilander (4), Bjorn Borg (3), Boris Becker et Rafael Nadal (2).

### Août
- 6 août : Coco Gauff s'impose au tournoi WTA 500 de Washington face à María Sákkari. Elle remporte ainsi le quatrième titre de sa carrière, le premier dans la catégorie WTA 500. C'est également son 1er titre chez elle aux États-Unis. Chez les hommes, c'est Daniel Evans qui remporte le tournoi en battant en finale Tallon Griekspoor. Il s'agit du 2e titre ATP de sa carrière.
- 13 août : Jessica Pegula s'adjuge son 3e titre en carrière à Montréal[18], son 2e en catégorie WTA 1000, face à la Liudmila Samsonova. Elle est la première américaine à remporter le tournoi depuis Serena Williams en 2013.
- 14 août : Jannik Sinner remporte le tournoi de Toronto[19] en battant en finale Alex de Minaur. Il s'agit du 8e titre ATP de sa carrière en simple, le 2e de la saison après Montpellier et le 1er en Masters 1000.
- 20 août : Coco Gauff remporte le tournoi de Cincinnati[20] en dominant en finale Karolína Muchová; il s'agit de son 5e titre WTA, le 3e de l'année et le 1er en catégorie WTA 1000. Chez les hommes, Novak Djokovic remporte à Cincinnati[21]son 95e titre en carrière, le 39e en Masters 1000, en battant en finale le no 1 mondial Carlos Alcaraz. Il devient ainsi seul 3e au nombre de titres en carrière remportés, derrière Jimmy Connors (109 titres) et Roger Federer (103) et devant Ivan Lendl (94).
- 29 août : retour dans un tournoi du Grand Chelem, à l'US Open, de l'ancienne numéro 1 mondiale Caroline Wozniacki depuis sa retraite en janvier 2020. Elle remporte son premier match contre la qualifiée Tatiana Prozorova[22].

### Septembre
- 10 septembre : Coco Gauff remporte l'US Open[23] en battant en finale Aryna Sabalenka. Il s'agit du 6e titre WTA de sa carrière, le premier en Grand Chelem. Elle devient la première Américaine à s'imposer à l'US Open avant son 20e anniversaire depuis Serena Williams en 1999.
- 11 septembre : Novak Djokovic remporte l'US Open[24] en battant en finale Daniil Medvedev. Il décroche son 96e titre ATP et son 24e titre du Grand Chelem. Il améliore son record de titres du Grand Chelem en simple messieurs et égale le record en simple hommes et femmes confondus détenu par Margaret Smith Court.
- 16 septembre : Barbora Krejčíková remporte son 7e titre WTA au tournoi WTA 500 de San Diego en battant en finale Sofia Kenin dont c'était la 1re finale depuis 2020.
- 23 septembre : María Sákkari remporte son 2e titre WTA à Guadalajara[25], le 1er en catégorie WTA 1000, en dominant en finale Caroline Dolehide, laquelle atteint la première finale WTA de sa carrière.

### Octobre
- 1er octobre : Veronika Kudermetova remporte le tournoi WTA 500 de Tokyo en battant en finale Jessica Pegula. Elle remporte ainsi le 2e de sa carrière.
- 4 octobre : Jannik Sinner remporte le tournoi ATP 500 de Pékin en battant en finale Daniil Medvedev. C'est la première fois qu'il bat le Russe, pour leur septième confrontation. Il s'agit de son 9e titre ATP en simple. Il remporte également son 3e titre cette saison et atteint la 4e place du classement ATP, égalisant le plus haut niveau atteint par un italien, Adriano Panatta en 1976.
- 8 octobre : Iga Świątek remporte son 16e titre en carrière à Pékin[26], le 6e en catégorie WTA 1000, en dominant en finale Liudmila Samsonova.
- 15 octobre : Zheng Qinwen remporte le tournoi WTA 500 de Zhengzhou en dominant en finale Barbora Krejčíková. Chez, les hommes, à Shanghai, c'est Hubert Hurkacz[27] qui remporte le 7e titre ATP de sa carrière, le 2e en Masters 1000, en écartant en finale Andrey Rublev.
- 22 octobre : Ben Shelton remporte le tournoi ATP 500 de Tokyo en battant en finale Aslan Karatsev. Il s'agit de son premier titre ATP en simple.
- 29 octobre : Beatriz Haddad Maia remporte le WTA Elite Trophy[28], qui n'avait pas été organisé depuis 2019, en battant en finale Zheng Qinwen. Côté masculin, Jannik Sinner remporte le tournoi de Vienne en battant en finale Daniil Medvedev.Il remporte son 10e titre ATP en simple, le 4e en 2023 et le 3e dans la catégorie ATP 500. Lors du second ATP 500 de la semaine, à Bâle, c'est le Félix Auger-Aliassime qui remporte le titre en s'imposant en finale contre le récent vainqueur du Masters 1000 de Shanghai, Hubert Hurkacz. Il remporte son premier titre en 2023 et son second titre à Bâle après sa victoire en 2022. C'est son 5e titre ATP en simple, le 3e dans la catégorie ATP 500.

### Novembre
- 5 novembre : le Serbe Novak Djokovic remporte le tournoi de Paris-Bercy en battant en finale le Bulgare Grigor Dimitrov. Il s'agit de son 97e titre ATP en simple, le 7e à Paris-Bercy et le 40e dans la catégorie Masters 1000.
- 6 novembre : la Polonaise Iga Świątek remporte son 1er Masters en dominant en finale l'Américaine Jessica Pegula. Il s'agit de son 6e titre de la saison. Elle en profite pour finir la saison au 1er rang mondial[29]. Le Masters féminin est joué pour la première fois à Cancún.
- 12 novembre : le Canada remporte la Coupe Billie Jean King pour la 1re fois de son histoire en battant en finale l'Italie[30].
- 19 novembre : le tenant du titre Novak Djokovic remporte le Masters[31] en simple en battant en finale Jannik Sinner. Il devient le joueur le plus âgé à remporter le tournoi à 36 ans et 5 mois. Il remporte son 98e titre ATP en simple et son septième Masters, dépassant le record qu'il co-détenait avec Roger Federer.
- 26 novembre : l'Italie remporte sa seconde Coupe Davis (après 1976)[32] grâce à sa victoire en finale face à l'Australie par 2 victoires à 0.